# Góry Obkaskie
Góry Obkaskie – pasmo moreny czołowej na Pojezierzu Północnokrajeńskim, o długości kilku kilometrów, położone w obrębie Krajeńskiego Parku Krajobrazowego, na północy województwa kujawsko-pomorskiego, na północny wschód od Kamienia Krajeńskiego, w okolicach miejscowości Obkas i jeziora Mochel. 
Góry Obkaskie są zbudowane głównie z piasków, żwirów, głazów i glin. Porośnięte są lasem sosnowym. 
Najwyższym punktem jest wzniesienie (potocznie Czarna Góra) o wysokości 188,8 m n.p.m. Jest to jednocześnie najwyższy punkt województwa kujawsko-pomorskiego.
Na niemieckiej mapie z 1874 r. pasmo oznaczono nazwą Obkasser Berge. Na polskiej mapie z 1936 r. oznaczono nazwę Góry Obkaskie.